# Mr.Children Concert Tour Q 2000-2001
『Mr.Children Concert Tour Q 2000～2001』（ミスター・チルドレン・コンサート・ツアー・キュー にせん にせんいち）は、日本のバンド・Mr.Childrenの6作目の映像作品。2001年8月22日にトイズファクトリーよりDVDとVHSで発売された。

## リリース・音楽性
DVDとVHSの2形態で発売。20thシングル『優しい歌』との同時リリースとなった。
9thアルバム『Q』を引っ提げ開催されたアリーナツアー『Mr.Children Concert Tour Q』のうち、2001年2月4日に行なわれたさいたまスーパーアリーナ公演のライブの模様を収録している。監督は丹修一が務めた。
Mr.Childrenの映像作品としては、前作『Mr.Children TOUR '99 DISCOVERY』以来約2か月ぶりとなるリリース。
本作のアートディレクターは信藤三雄が担当。

## 出演
- Mr.Children
  - 桜井和寿：Vocal & Guitar
  - 田原健一：Guitar
  - 中川敬輔：Bass
  - 鈴木英哉：Drums
- Band
  - 浦清英：Keyboards
  - 河口修二：Guitar
  - Sunny：Keyboards

## 収録内容
1. OPENING
2. その向こうへ行こう
3. 光の射す方へ
4. ニシエヒガシエ
5. 終わりなき旅
6. Heavenly kiss
  - 曲前にMCが行なわれていたが、映像ではカットされている。
7. ロードムービー
8. 抱きしめたい
9. Surrender
  - 曲前にMCが行なわれていたが、映像ではカットされている。
10. つよがり
11. 十二月のセントラルパークブルース
  - キーを全音下げて演奏された。
12. スロースターター
13. everybody goes -秩序のない現代にドロップキック-
14. 名もなき詩
15. CENTER OF UNIVERSE
16. NOT FOUND
  - キーを半音下げて演奏された。
17. Everything is made from a dream
  - キーを半音下げて演奏された。
  - 間奏ではスクリーンにテレビアニメ『鉄腕アトム』の映像が映し出され、アトム役の声優である清水マリによる録り下ろしの朗読が挿入される。
18. Hallelujah
  - キーを半音下げて演奏された。
19. 友とコーヒーと嘘と胃袋
  - 間奏でメンバー紹介が行なわれる。
20. 口笛
  - 曲の演奏終了後にメンバー全員が前に出て挨拶する。